# Mara Puškarić-Petras
Mara Puškarić-Petras (* 6. April 1903 in Novigrad Podravski (heute Gespanschaft Koprivnica-Križevci, Kroatien); † 4. März 1998 ebenda) war eine jugoslawische bzw. kroatische Malerin der Naiven Kunst. Sie gilt unter Kritikern als eine der interessantesten kroatischen und weltweit naiven Maler (Marijan Špoljar).

## Leben
Ihr Vater, Franjo Petras, war Landarbeiter mit wenig eigenem Grund, ihre Mutter Bara, geborene Dijaković, Hausfrau. Mara besuchte vier Jahre die Volksschule. Als älteste von sechs Kindern wurde sie schon sehr früh zu sämtlichen Landarbeiten herangezogen. 1922 heiratete sie Matu Puškarić. Aus dieser Ehe stammt eine Tochter namens Barica. 1926 starb ihr Mann an Lungenentzündung.
Zum Malen kam sie durch Zufall im Jahr 1955, als sie ihrer Enkelin Jesenka bei einer Hausgabe half. 1963 entdeckte der Maler Ivan Generalić ihre Bilder und ermutigte sie dazu, weiterzumachen. Daraufhin malte sie die Bilder Bub mit Hund, Kinder pflücken Blumen und Frühling. Ihr Malstil war die naive Malerei. Sie hat nur ungefähr 250 Bilder in ihrer 30-jährigen Karriere gemalt.
Für ihre Bilder verwendete sie meist Pinsel aus Kuhhaar, um Wandfarbe, vermischt mit Lack, auf Spanplatten aufzutragen.
„In einzelnen Szenen ihrer Bilder pulsieren die lebendige Erfahrungen und der Drang nach poetischen Darstellungen. Wäre es nicht so, wären die Werke nur sentimentale Rekonstruktionen ohne sehr geprägten poetischen Empfindungen. Mara gehört nicht zum "Hlebine-Kreis". In erster Linie, weil sie sehr spät angefangen hat zu malen, und auch, weil ihre Technik und ihre Themen sich gänzlich von anderen Malern dieser Richtung unterscheiden. Mara Puškarić-Petras kreiert eine neue Wirklichkeit, in dem sie Kompositionen malt, die sowohl die Realität ihres jetzigen bäuerlichen Lebens als auch die ihre Kindheit und Jugend sowie Details aus ihren Träumen widerspiegeln. Diese Wirklichkeit ist sehr poetisch, geschaffen aus den gesammelten Erfahrungen und Träumen, niemals häßlich oder traumatisch.“ (Marijan Špoljar)
1978 fand eine Ausstellung in der Galerie Hlebine in Hlebine statt, das als Zentrum der kroatischen naiven Kunst gilt. Unter dem Titel „Kunst ist weiblich“ ist eine Einzelausstellung des Museum Grada Koprivnice  vom 8.3.-5.5.2024 in der Galerija naivne umjetnosti Hlebine zu sehen.

## Werke (Auswahl)
- Fischer, 1978
- Peter Infeld Porträt, 1982
- Im Hof, 1986
- Am Bach, 1988
- Treffen vor dem Turm von Novigrad, 1998

## Ausstellungen (Auswahl)
- 1970 Galerija Lotršć, Zagreb
- 1974 Galerija izvorne umjetnosti, Zlatar
- 1978 Galerie Orober, Duisburg
- 1979 Galeria primitivne umjetnosti, Zagreb
- 1984 Galerija Podravka, Koprivnica
- 1998 Galerija Durdevac, Durdevac
- 2024 Galerija naivne umjetnosti, Hlebine